# Haydn-Gesamtausgabe
Die Haydn-Gesamtausgabe Joseph Haydn Werke (kurz: JHW) wird vom Joseph Haydn-Institut in Köln herausgegeben und erscheint im G. Henle Verlag in München. Das Haydn-Institut wurde 1955 von Jens Peter Larsen und anderen Haydn-Forschern gemeinsam mit dem Verleger Günter Henle eigens zur Erarbeitung der Gesamtausgabe gegründet. Die Ausgabe verfolgt das Ziel, erstmals sämtliche Werke des Komponisten Joseph Haydn in einer Historisch-Kritischen Ausgabe im Druck zugänglich zu machen. Die Ausgabe wurde seit 1980 im Akademienprogramm gefördert und im Jahr 2022 abgeschlossen. Die beteiligte Akademie war die Mainzer Akademie der Wissenschaften und der Literatur.

## Inhalt
Die Ausgabe ist auf 114 Bände angelegt, die in 32 Werkreihen gegliedert sind. Innerhalb jeder Reihe werden die Werke nach Möglichkeit chronologisch angeordnet. Als weitere Reihen sind Supplemente und Register sowie ein Werkverzeichnis und eine neue Ausgabe der Briefe Haydns geplant. Der erste Band erschien 1958, der letzte ist 2022 herausgekommen.